# Station Gozdnica
Station Gozdnica is een spoorwegstation in de Poolse plaats Gozdnica.